# مارسلو بویک
مارسلو بویک (به پرتغالی: Marcelo Boeck) دروازه‌بان اهل برزیل است که در شهر Santa Cruz do Sul و در تاریخ ۲۸ نوامبر ۱۹۸۴ به دنیا آمده‌است.
مارسلو بویک در تیم‌های فوتبال باشگاه ورزشی اینترناسیونال سابقهٔ حضور دارد.